# Sint-Kamillusinstituut

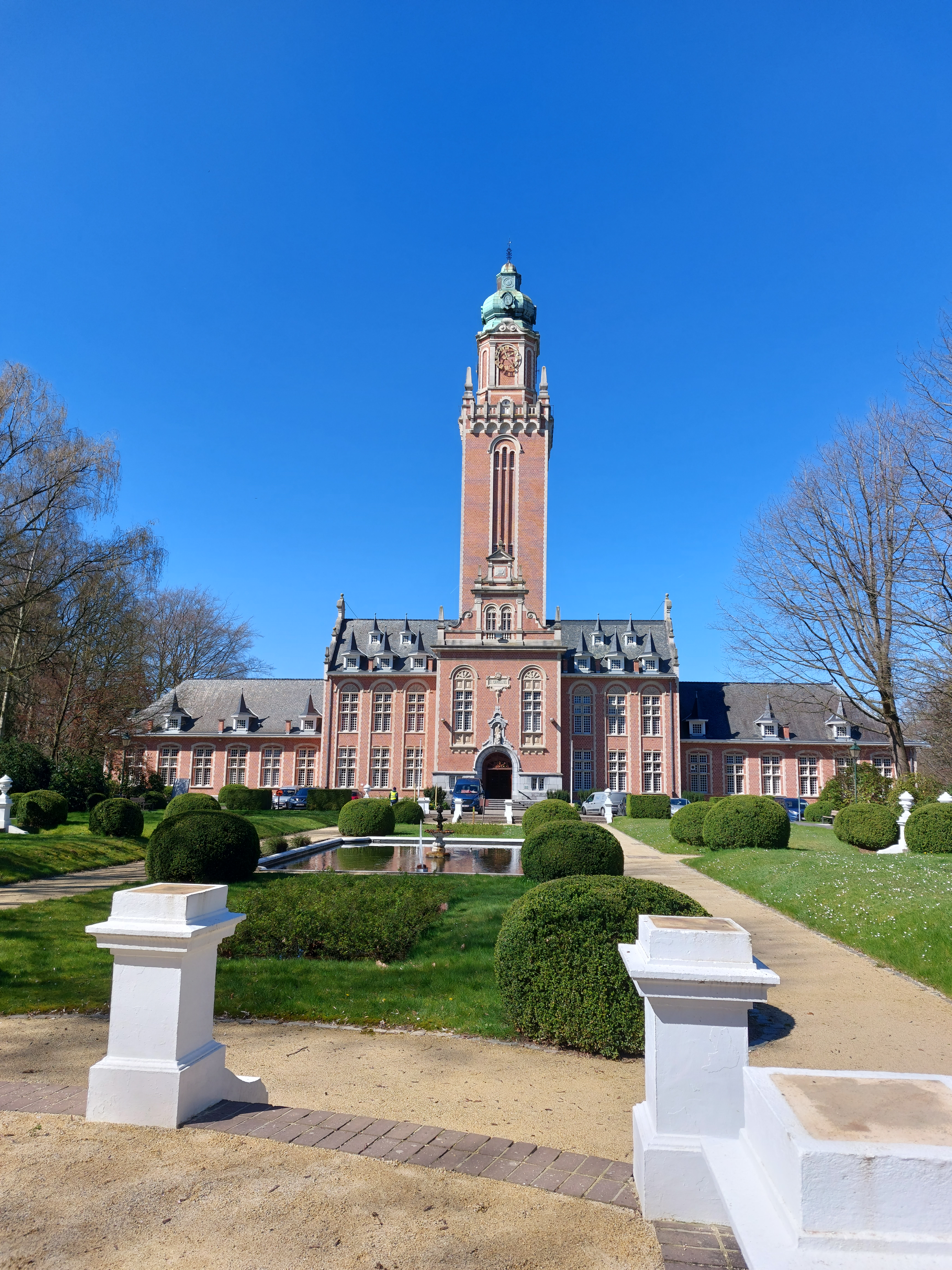
Hoofdgebouw met watertoren, Sint-Kamillusinstituut

Het Sint-Kamillusinstituut is een psychiatrisch ziekenhuis in de tot de Vlaams-Brabantse gemeente Bierbeek behorende plaats Korbeek-Lo, gelegen aan de Krijkelberg 1-2 en 1A-B.

## Geschiedenis
Het instituut werd gebouwd van 1928-1932 in opdracht van de Broeders van Liefde als een gesticht voor 800 behoeftige krankzinnige mannen. In het nabijgelegen Lovenjoel was al een dergelijke inrichting voor vrouwen. Van belang was onder meer de nabijheid van de Katholieke Universiteit Leuven, waar ook psychiatrie kon worden gestudeerd.
Het instituut werd gebouwd volgens de principes van de paviljoenbouw zoals eveneens toegepast bij het Psychiatrisch Centrum Sint-Amandus te Beernem.

## Gebouw
Het geheel bevindt zich op een terrein van 43 ha. Het bestaat uit een groot aantal gebouwen, op symmetrische wijze langs een hoofdas gegroepeerd. Centraal is een 50 meter hoge watertoren die zich op het hoogste punt van het terrein, 103 meter, bevindt. De meeste gebouwen zijn in een soort Vlaamse neorenaissancestijl terwijl de kapel een neobarokke stijl toont.
Deze, aan Christus Koning gewijde, kapel heeft drie beuken en een driezijdig afgesloten koor. Het orgel is afkomstig uit de Begijnhofkerk te Hasselt.

## Park
Het park wordt onder meer gekenmerkt door de afzonderlijke tuinen die bij de paviljoens horen en elk in een eigen stijl werden uitgevoerd.